# تفریق (فیلم)
تفریق فیلمی ایرانی به کارگردانی مانی حقیقی و تهیه‌کنندگی مجید مطلبی است. در این فیلم نوید محمدزاده و ترانه علیدوستی به‌عنوان بازیگران اصلی حضور دارند.

## داستان
وقتی فرزانه مردی را در اتوبوس شهری می‌بیند که شبیه شوهرش جلال است، او را تا ساختمانی ناآشنا تعقیب می‌کند. از خیابان تماشا می‌کند که او وارد آپارتمانی می‌شود تا با زن دیگری ملاقات کند. فرزانه سه ماهه باردار است و به سختی در شغل خود به عنوان مربی رانندگی کار می‌کند. او باور می‌کند که جلال در یک رابطه عاشقانه دیگر گرفتار شده‌است. فرزانه از هم می‌پاشد، او حالا بیش از کشف ماجرای اتوبوس، به کشیدن نخ‌ها و از بین رفتن رابطه‌اش با جلال ادامه می‌دهد…

## بازیگران
- ترانه علیدوستی در نقش فرزانه/بییتا
- نوید محمدزاده در نقش جلال/محسن
- سهیلا رضوی در نقش دکتر
- سعید چنگیزیان در نقش همکار محسن
- علی باقری در نقش همکار محسن
- اسماعیل پوررضا در نقش پدر جلال
- وحید آقاپور در نقش همکار محسن
- فرهام عزیزی
- گیلدا ویشکی

## تولید
پس از آنکه در خرداد ماه فهرست بازیگران این فیلم معرفی شد، خبرگزاری‌ها از همکاری مجدد نوید محمدزاده و پریناز ایزدیار خبر دادند. این دو سابقه حضور در فیلم‌هایی نظیر ابد و یک روز، متری شیش و نیم، سرخ‌پوست و حتی نمایش‌هایی مانند  بی‌نوایان را داشته‌اند.
مانی حقیقی علت این جابجایی را کرونا و تعهد بازیگران در پروژه‌های دیگر نامید و گفت: «پریناز ایزدیار آن‌قدر در جریان تمرینات ما فوق‌العاده بود که واقعاً از ادامه نیافتن این همکاری متأسفم. از سوی دیگر، این را خوش‌اقبالی بزرگی می‌دانم که ترانه علیدوستی فرصت همراهی با ما را داشت و در کنار ما خواهد بود.»
ابتدا قرار بود این فیلم در سال ۱۳۹۹ ساخته شود، اما پس از ابتلای مانی حقیقی به بیماری کرونا فیلمبرداری آن تا اسفند ۱۳۹۹ به تأخیر افتاد. در فروردین ۱۴۰۰ بار دیگر به علت اوج‌گیری بیماری کرونا و اعلام وضعیت قرمز در تهران، فیلمبرداری آن متوقف شد. سرانجام در خرداد ۱۴۰۰ فیلمبرداری تفریق به پایان رسید و وارد مراحل فنی شد.

## انتشار
آیا حقیقی با تفریق می‌خواهد نسخهٔ تازه‌ای از شاید وقتی دیگر بسازد؟

بهزاد عشقی، ۱۴۰۲
تفریق قرار بود در چهلمین دوره جشنواره فیلم فجر در بهمن ۱۴۰۰ اکران شود که به دلیل آنکه مراحل فنی آن کامل نشده بود، از حضور در این جشنواره بازماند. این فیلم نخستین بار در بخش مسابقه پلتفرم جشنواره بین‌المللی فیلم تورنتو ۲۰۲۲ به نمایش درآمد.
تفریق برای اکران در سال ۱۴۰۲ بدون تبلیغ و پوشش رسانه‌ای برنامه‌ریزی شده بود، اما وزارت فرهنگ و ارشاد اسلامی به‌علت  «فعالیت سیاسی عوامل» اجازۀ اکران آن را نداد. در ۲۴ مرداد ۱۴۰۲، نسخه‌ای باکیفیت از این فیلم در کانال‌های تلگرامی منتشر شد.
مدتی کوتاه بعد از انتشار نسخه زیرزمینی تفریق در ایران، حامد مظفری در سینماروزان بر کپی استاندارد این فیلم از فیلم کانادایی دشمن ساخته دنی ویلنوو صحه گذاشت و در عین حال علیرضا مجیدی در رسانهٔ یک‌پزشک هم این تأثیرپذیری را تأیید کرد.
تفریق از ۸ شهریور ۱۴۰۲ به صورت آنلاین در پلتفرم‌های فیلیمو و نماوا اکران شد.